# 玉城俊一
玉城 俊一（たまき としかず、1920年（大正9年）1月4日 - 1991年（平成3年）7月17日）は、日本の銀行家。荘内銀行頭取を務めた。

## 来歴・人物
東京生まれ。学徒出陣を経て安田銀行（のち富士銀行）入行。安田商店発祥の地である小舟町支店で取締役支店長を務めた。
1970年代、荘銀がメイン先を務める農機具製造の今間製作所（現：コンマ製作所）や、庄内交通等の経営危機が表面化しその不良債権処理に際して、ノウハウの提供と資金的、人的支援を安田銀行以来の親密先である富士銀行に求めることになり、玉城が招聘され第5代頭取に就任した。
頭取時代は、山形相互銀行（現：きらやか銀行）と折半出資により、エスワイコンピューターサービスを設立し、委託方式で共同オンラインを稼動させた。これは、コンピューターのみならず、店外CD・ATMも共同化したことに効率性が高いと他行からも高い評価を得た。また、鶴岡市の工業団地に田中貴金属工業鶴岡工場（現：OKIサーキットテクノロジー）の誘致を自ら働きかけるなど地域振興にも意欲的であったほか、内陸地方強化のため山形本部を設置。1978年（昭和53年）には創業100周年を迎えた。
1986年（昭和61年）、鶴岡出身で地縁もあった笹原信一郎を後任として招聘し会長に退いた。
1991年7月17日、急性呼吸不全で逝去。享年71。

## 略歴
- 1944年（昭和19年） - 早稲田大学商学部卒業。
- 1946年（昭和21年） - 安田銀行入行。
  - 以降、富士銀行九段、数寄屋橋、札幌各支店長を歴任する。
- 1970年（昭和45年） - 取締役小舟町支店長委嘱。
- 1972年（昭和47年） - 荘内銀行代表取締役頭取。
- 1986年（昭和61年） - 同取締役会長。
- 1990年（平成2年） - 同顧問
- 1991年（平成3年） - 死去。